# ایلیوک-کوشاری
ایلیوک-کوشاری (انگلیسی: Ilyok-Koshary) یک شهرک در بخش راکیتیانسکی استان بلگورود کشور روسیه است.